# E-Prix de Berlín de 2019
El Berlín ePrix de 2019, oficialmente 2018-19 FIA Fórmula E Berlin E-Prix presentado por CBMM Niobium, fue una carrera de monoplazas eléctricos del campeonato de la FIA de Fórmula E que tuvo lugar el 25 de mayo de 2019 en el Circuito del aeropuerto Berlín-Tempelhof de Berlín, Alemania.

## Resultados

### Clasificación
| Pos     | N° | Piloto                 | Equipo    | Tiempo   | Dif    | PL |
| ------- | -- | ---------------------- | --------- | -------- | ------ | -- |
| 1       | 23 | Sébastien Buemi        | Nissan    | 1:07.295 | –      | 1  |
| 2       | 5  | Stoffel Vandoorne      | HWA       | 1:07.693 | +0.398 | 2  |
| 3       | 11 | Lucas di Grassi        | Audi      | 1:07.719 | +0.424 | 3  |
| 4       | 17 | Gary Paffett           | HWA       | 1:07.783 | +0.488 | 4  |
| 5       | 3  | Alex Lynn              | Jaguar    | 1:07.849 | +0.554 | 5  |
| 6       | 27 | Alexander Sims         | BMW       | 1:08.017 | +0.722 | 11 |
| 7       | 66 | Daniel Abt             | Audi      | 1:07.953 | –      | 6  |
| 8       | 28 | António Félix da Costa | BMW       | 1:08.013 | +0.060 | 7  |
| 9       | 25 | Jean-Éric Vergne       | Techeetah | 1:08.046 | +0.093 | 8  |
| 10      | 64 | Jérôme d'Ambrosio      | Mahindra  | 1:08.065 | +0.112 | 9  |
| 11      | 94 | Pascal Wehrlein        | Mahindra  | 1:08.086 | +0.133 | 10 |
| 12      | 22 | Oliver Rowland         | Nissan    | 1:08.119 | +0.166 | 12 |
| 13      | 2  | Sam Bird               | Virgin    | 1:08.182 | +0.229 | 13 |
| 14      | 16 | Oliver Turvey          | NIO       | 1:08.203 | +0.250 | 14 |
| 15      | 6  | Maximilian Günther     | Dragon    | 1:08.218 | +0.265 | 15 |
| 16      | 48 | Edoardo Mortara        | Venturi   | 1:08.223 | +0.270 | 16 |
| 17      | 8  | Tom Dillmann           | NIO       | 1:08.263 | +0.310 | 17 |
| 18      | 20 | Mitch Evans            | Jaguar    | 1:08.314 | +0.361 | 18 |
| 19      | 19 | Felipe Massa           | Venturi   | 1:08.348 | +0.395 | 19 |
| 20      | 7  | José María López       | Dragon    | 1:08.720 | +0.767 | 20 |
| 21      | 4  | Robin Frijns           | Virgin    | 1:08.919 | +0.966 | 22 |
| 22      | 36 | André Lotterer         | Techeetah | 1:12.568 | +4.615 | 21 |
| Fuente: |    |                        |           |          |        |    |

- Alexander Sims y Robin Frijns recibieron 5 lugares de penalización por causar una colisión en el ePrix previo de Monaco.

### Carrera
| Pos.    | N° | Piloto                 | Equipo    | Vueltas | Tiempo    | PL | Puntos    |
| ------- | -- | ---------------------- | --------- | ------- | --------- | -- | --------- |
| 1       | 11 | Lucas di Grassi        | Audi      | 37      | 47:02.477 | 3  | 26 (25+1) |
| 2       | 23 | Sébastien Buemi        | Nissan    | 37      | +1.856    | 1  | 21 (18+3) |
| 3       | 25 | Jean-Éric Vergne       | Techeetah | 37      | +2.522    | 8  | 15        |
| 4       | 28 | António Félix da Costa | BMW       | 37      | +5.845    | 7  | 12        |
| 5       | 5  | Stoffel Vandoorne      | HWA       | 37      | +6.336    | 2  | 10        |
| 6       | 66 | Daniel Abt             | Audi      | 37      | +6.551    | 6  | 8         |
| 7       | 27 | Alexander Sims         | BMW       | 37      | +8.235    | 11 | 6         |
| 8       | 22 | Oliver Rowland         | Nissan    | 37      | +10.781   | 12 | 4         |
| 9       | 2  | Sam Bird               | Virgin    | 37      | +13.153   | 13 | 2         |
| 10      | 94 | Pascal Wehrlein        | Mahindra  | 37      | +14.846   | 10 | 1         |
| 11      | 48 | Edoardo Mortara        | Venturi   | 37      | +15.377   | 16 |           |
| 12      | 20 | Mitch Evans            | Jaguar    | 37      | +17.688   | 18 |           |
| 13      | 4  | Robin Frijns           | Virgin    | 37      | +21.197   | 22 |           |
| 14      | 6  | Maximilian Günther     | Dragon    | 37      | +26.154   | 15 |           |
| 15      | 19 | Felipe Massa           | Venturi   | 37      | +26.684   | 19 |           |
| 16      | 17 | Gary Paffett           | HWA       | 37      | +27.718   | 4  |           |
| 17      | 64 | Jérôme d'Ambrosio      | Mahindra  | 37      | +27.729   | 9  |           |
| 18      | 16 | Oliver Turvey          | NIO       | 37      | +32.117   | 14 |           |
| 19      | 8  | Tom Dillmann           | NIO       | 37      | +33.706   | 17 |           |
| 20      | 7  | José María López       | Dragon    | 37      | +46.895   | 20 |           |
| Ret     | 36 | André Lotterer         | Techeetah | 28      | Retiro    | 21 |           |
| Ret     | 3  | Alex Lynn              | Jaguar    | 23      | Retiro    | 5  |           |
| Fuente: |    |                        |           |         |           |    |           |